# Las Tenerías
Las Tenerías är en ort i Mexiko.   Den ligger i kommunen Contepec och delstaten Michoacán de Ocampo, i den sydöstra delen av landet, 120 km nordväst om huvudstaden Mexico City. Las Tenerías ligger 2 351 meter över havet och antalet invånare är 529.
Terrängen runt Las Tenerías är huvudsakligen kuperad, men västerut är den platt. Runt Las Tenerías är det ganska tätbefolkat, med 179 invånare per kvadratkilometer. Närmaste större samhälle är Temascalcingo de José María Velazco, 12,6 km öster om Las Tenerías. I omgivningarna runt Las Tenerías växer huvudsakligen savannskog.